# Tim Bozon
Timothé Phillipe „Tim“ Bozon (* 24. März 1994 in St. Louis, Missouri, USA) ist ein französischer Eishockeyspieler mit US-amerikanischer Staatsbürgerschaft, der seit Juli 2025 erneut beim Genève-Servette HC aus der Schweizer National League unter Vertrag steht und dort auf der Position des linken Flügelstürmers spielt. Sein Vater Philippe war ebenfalls professioneller Eishockeyspieler und ist Mitglied der IIHF Hall of Fame. Ebenso ist sein Bruder Kevin Bozon professioneller Eishockeyspieler.

## Karriere
Tim Bozon wurde in St. Louis im US-Bundesstaat Missouri geboren, wo sein Vater zu dieser Zeit bei den St. Louis Blues unter Vertrag stand. Im Alter von einem Jahr zog Tim Bozon aber bereits mit seiner Familie in die Schweiz, nachdem sein Vater in die Nationalliga A (NLA) gewechselt war. Dort wuchs er unter anderem in Lugano auf. Mit 14 Jahren trat Tim Bozon in die Nachwuchsabteilung des Genève-Servette HC ein und spielte für den Verein in der U15- und U17-Mannschaft. Anschließend wechselte er innerhalb der Schweizer Nachwuchsligen zum EHC Kloten, für die er auch seine ersten Einsätze bei den Elite-Junioren absolvierte, und weiter ins Juniorenteam des HC Lugano.
Im CHL Import Draft 2011 wurde Bozon an 27. Stelle von den Edmonton Oil Kings aus der kanadischen Western Hockey League (WHL) ausgewählt, die seine Rechte später allerdings an den Ligakonkurrenten Kamloops Blazers abgaben. Vor Beginn der Saison 2011/12 wechselte der Stürmer schließlich aus der Schweiz nach Nordamerika, wo ihm sofort der Sprung in den Kader der Blazers gelang. In seiner Rookiesaison in Kamloops war der Franzose mit 71 Scorerpunkten in ebenso vielen Spielen der beste Neuling der Mannschaft. Seine 36 Treffer machten ihn zudem zum besten Torschützen unter allen Rookies der WHL. Im Januar 2012 wurde Bozon zum CHL Top Prospects Game eingeladen. Im NHL Entry Draft 2012 wurde Tim Bozon schließlich in der dritten Runde an insgesamt 64. Position von den Canadiens de Montréal aus der National Hockey League (NHL) ausgewählt. Er war damit der erste gedraftete französische Spieler seit Torwart Cristobal Huet im NHL Entry Draft 2001.
In der WHL-Saison 2012/13 konnte Bozon seine Leistungen noch einmal deutlich verbessern und schloss die reguläre Saison mit 91 Scorerpunkten aus 69 Spielen ab und war damit unter den zehn besten Scorern der Liga. Dabei machte er sich vor allem als Passgeber bemerkbar, wo er seine Punktausbeute gegenüber der Vorsaison um 20 Vorlagen erhöhen konnte. Zudem verzeichnete er die beste Plus/Minus-Bilanz der Mannschaft. In den Playoffs konnte er allerdings aufgrund einer Handverletzung nur acht Einsätze bestreiten, in denen er sechs Punkte erzielte. Nach nur 13 Spielen in der Spielzeit 2013/14 wechselte er innerhalb der Liga zu den Kootenay Ice, bei denen er bis zum Sommer 2015 aktiv war.
Nach dem Ende der WHL-Saison 2014/15 wechselte Bozon in die Organisation der Canadiens, die ihn bereits im Mai 2013 mit einem Einstiegsvertrag ausgestattet hatten. In der Folge kam er zu einem Einsatz für die Hamilton Bulldogs, das Farmteam der Canadiens aus der American Hockey League (AHL), und war mit Beginn der Saison 2015/16 für das neue Farmteam St. John’s IceCaps in der AHL aktiv. Zudem verbrachte er einige Spiele bei den Brampton Beast, dem Kooperationspartner der IceCaps aus der ECHL. Im Oktober 2016 wurde er im Tausch für Jonathan Racine zu den Florida Panthers transferiert, die ihn an ihr AHL-Farmteam Springfield Thunderbirds abstellten.
Ab 2017 spielte Bozon für den EHC Kloten aus der Schweizer National League. Bozon belastete das Importspielerkontingent in Kloten nicht, da er als Nachwuchsspieler für den Genève-Servette HC, Kloten und den HC Lugano gespielt hatte. Im September 2020 wurde Tim Bozon zusammen mit Petr Čajka an den Lausanne HC abgegeben, im Tausch wechselte Joël Vermin nach Genf. Mit dem LHC wurde der Franzose in der Folge in den Jahren 2024 und 2025 jeweils Vizemeister, ehe er zur Saison 2025/26 zum Genève-Servette HC zurückkehrte.

### International
Tim Bozon spielt international für Frankreich, obwohl er auch die US-amerikanische Staatsbürgerschaft besitzt. Damit folgt er seinem Vater Philippe und seinem Großvater Alain, die ebenfalls für die französische Nationalmannschaft auf dem Eis standen. Bei der U18-Junioren-Weltmeisterschaft 2011 erzielte Bozon sechs Scorerpunkte und gewann mit der französischen Auswahl die Bronzemedaille in der zweitklassigen Division I. Damit gewann die französische U18-Mannschaft erstmals eine Medaille bei einer Weltmeisterschaft. Bereits im Jahr zuvor stand der Stürmer für die U18-Auswahl des Landes auf dem Eis und gab dabei in fünf Spielen eine Vorlage.
Bereits zwei Jahre später gelang Tim Bozon der Sprung in die Herren-Nationalauswahl, als er für die Weltmeisterschaft 2013 in Finnland und Schweden erstmals in den Kader der französischen Nationalmannschaft berufen wurde. Bei seinem Debüt gegen die Slowakei verzeichnete Bozon auch seinen ersten Assist. Weitere Einsätze absolvierte der Angreifer im Rahmen der Weltmeisterschaften der Jahre 2016, 2019, 2022, 2023, 2024 und 2025. Zudem nahm er an den Qualifikationsturnieren für die Olympischen Winterspiele 2022 und 2026 sowie dem Beat Covid-19 Ice Hockey Tournament teil.

## Erfolge und Auszeichnungen
- 2012 Teilnahme am CHL Top Prospects Game
- 2024 Schweizer Vizemeister mit dem Lausanne HC
- 2025 Schweizer Vizemeister mit dem Lausanne HC

## Karrierestatistik
Stand: Ende der Saison 2024/25

### International
Vertrat Frankreich bei:
| - U18-Junioren-Weltmeisterschaft der Division I 2010 - U18-Junioren-Weltmeisterschaft der Division I 2011 - Weltmeisterschaft 2013 - Weltmeisterschaft 2016 - Weltmeisterschaft 2019 - Beat Covid-19 Ice Hockey Tournament | - Qualifikationsturnier für die Olympischen Winterspiele 2022 - Weltmeisterschaft 2022 - Weltmeisterschaft 2023 - Weltmeisterschaft 2024 - Qualifikationsturnier für die Olympischen Winterspiele 2026 - Weltmeisterschaft 2025 |

(Legende zur Spielerstatistik: Sp oder GP = absolvierte Spiele; T oder G = erzielte Tore; V oder A = erzielte Assists; Pkt oder Pts = erzielte Scorerpunkte; SM oder PIM = erhaltene Strafminuten; +/− = Plus/Minus-Bilanz; PP = erzielte Überzahltore; SH = erzielte Unterzahltore; GW = erzielte Siegtore; 1 Play-downs/Relegation; Kursiv: Statistik nicht vollständig)